# Ramón Tapia Allende
Ramón Antonio Tapia Allende (Linares, Chile, 25 de diciembre de 1972) es un exfutbolista chileno. Jugaba como delantero.

## Trayectoria
Oriundo de Linares, realizó sus divisiones inferiores en Universidad de Chile.Luego de no tener oportunidades en el primer equipo laico, se unió a Santiago Wanderers de la Primera B chilena durante 1993.
En la Primera B chilena, también defendió las camisetas de Deportes Ovalle,Audax Italiano,Deportes Santa Cruz y Magallanes.
En la Primera División chilena, jugó para Unión Española, Deportes Concepción, Provincial Osorno y Rangers. Como miembro de Deportes Concepción, participó en la Copa Conmebol 1999, última edición de dicha Copa; además, formó una letal dupla junto a Cristián Montecinos durante las primeras 6 fechas del torneo de Primera División de 1998.
En el exterior, defendió las camisetas del Cruz Azul Hidalgo mexicano, donde fue compañero de Cristián Montecinos, y luego por New Jersey Stallions, en donde terminaría su carrera profesional a fines de la temporada 2004. En el conjunto estadounidense disputó la USL Pro Select League (2003) y la USL PDL (2004). En este club fue compañero de Marcelo Fracchia, con quien compartió camarín anteriormente en Unión Española.

## Clubes
| Club                 | País           | Año       |
| -------------------- | -------------- | --------- |
| Universidad de Chile | Chile          | 1992      |
| Santiago Wanderers   | Chile          | 1993-1994 |
| Deportes Ovalle      | Chile          | 1994      |
| Audax Italiano       | Chile          | 1994      |
| Deportes Santa Cruz  | Chile          | 1995      |
| Unión Española       | Chile          | 1995-1997 |
| Deportes Concepción  | Chile          | 1998      |
| Cruz Azul Hidalgo    | México         | 1998      |
| Deportes Concepción  | Chile          | 1999      |
| Provincial Osorno    | Chile          | 2000      |
| Rangers              | Chile          | 2001      |
| Magallanes           | Chile          | 2002      |
| New Jersey Stallions | Estados Unidos | 2003-2004 |